# Maria Meriko
Maria Alikhanachvili dite Maria Meriko, est une actrice française, née à Koutaïssi en Géorgie le 24 mars 1920 et morte à Villejuif (Val-de-Marne) le 29 juillet 1994. Sa voix très grave et son physique de tragédienne en firent une actrice renommée à la télévision dans de nombreux feuilletons des années 1960-1970.
Elle interprète notamment Catherine de Médicis dans La Dame de Monsoreau, feuilleton télévisé de Yannick Andréi.

## Biographie
Maria Meriko naît en Géorgie occidentale. Elle étudie pendant trois ans à l'école des beaux-arts de Paris, mais en 1946 elle suit les cours d'art dramatique de Fernand Bellan (13 janvier 1912 - 8 août 1992) qu'elle finit par épouser. En 1947, elle débute au théâtre dans David et Bethsabée où débute aussi Yves Montand. Mais c'est la télévision qui la fait connaître du grand public à la grande époque des studios des Buttes-Chaumont où se tournaient de grands films historiques en noir et blanc. Elle incarne des femmes inquiétantes ou mystérieuses, comme la Voisin dans L'Affaire des poisons, Catherine de Médicis, Athalie, la reine des Perses, la mère Martial des Mystères de Paris, ou dans des sujets policiers comme En votre âme et conscience, etc.
Elle meurt d'un cancer à l'hôpital de Villejuif.

## Filmographie sélective

### Cinéma
- 1957 : Assassins et Voleurs, de Sacha Guitry : Albertine
- 1959 : Une simple histoire, de Marcel Hanoun
- 1960 : L'Affaire Nina B. (Affäre Nina B), de Robert Siodmak : Mila
- 1962 : Fumée, histoire et fantaisie, court métrage d'Édouard Berne et François Villiers
- 1962 : Les Mystères de Paris, d'André Hunebelle : Mme Georges[2]
- 1970 : La Dame dans l'auto avec des lunettes et un fusil (The Lady in the Car with Glasses and a Gun), d'Anatole Litvak : Mme Pacaud
- 1972 : Les Rendez-vous en forêt, d'Alain Fleischer
- 1972 : Le Bar de la fourche, d'Alain Levent
- 1974 : La Soupe froide, de Robert Pouret
- 1975 : L'Incorrigible, de Philippe de Broca : Mme Florinda
- 1981 : Les Fruits de la passion, de Shuji Terayama : la Mort
- 1988 : La Maison assassinée, de Georges Lautner : la Tricanote
- 1989 : Suivez cet avion, de Patrice Ambard : Mlle Villeneuve
- 1990 : La Veillée, de Samy Pavel : la mère
- 1990 : Divertimenti della vita privata (Les Amusements de la vie privée), de Cristina Comencini : Catherine
- 1993 : Priez pour nous, de Jean-Pierre Vergne : le professeur russe

### Télévision
- 1959 : En votre âme et conscience, épisode : L'Affaire Meyer de Jean Prat
- 1960 : La caméra explore le temps, série télévisée, 13e épisode, Le Drame des poisons, de Stellio Lorenzi : La Voisin
- 1960 : La caméra explore le temps, série télévisée, 16e épisode, L'Assassinat du duc de Guise, de Guy Lessertisseur : Catherine de Médicis.
- 1961 : Le Théâtre de la jeunesse : Gaspard ou le petit tambour de la neige de Claude Santelli, réalisation Jean-Pierre Marchand
- 1961 : Les Perses, téléfilm de Jean Prat : la reine Atossa
- 1961 : Les Mystères de Paris, téléfilm de Marcel Cravenne : la mère Martial[2]
- 1962 : Les Cinq Dernières Minutes, épisode Le Tzigane et la Dactylo de Pierre Nivollet
- 1963 : L'inspecteur Leclerc enquête, épisode L'Homme couleur de muraille de Marcel Bluwal : la couturière
- 1965 : Thierry la Fronde, feuilleton télévisé de Robert Guez, épisode 8 de la saison 3,  Le Signe du Sagittaire : Julienne
- 1965 : Dom Juan ou le festin de pierre, téléfilm de Marcel Bluwal (voix uniquement)
- 1965 : Gaspard des montagnes, téléfilm de Jean-Pierre Decourt : la mendiante au poison
- 1965 : Morgane ou Le prétendant d'Alain Boudet
- 1966 : Rouletabille, feuilleton télévisé, épisode Rouletabille chez le Tsar de Jean-Charles Lagneau : Matrena
- 1966 : En votre âme et conscience, épisode : La Carte de visite de  Pierre Nivollet
- 1966 : Le Théâtre de la jeunesse : La Clef des cœurs d'Yves-André Hubert (Scénario et dialogues de Michel Subiela) : la mère
- 1967 : série Le Tribunal de l'impossible - Épisode La Bête du Gévaudan d'Yves-André Hubert : la grand-mère (mère de Marie)
- 1967 : En votre âme et conscience, épisode : Le Cas d'Hélène Jegado de  Pierre Nivollet
- 1971 : Au théâtre ce soir : Romancero de Jacques Deval, mise en scène Raymond Gérôme, réalisation Pierre Sabbagh, Théâtre Marigny
- 1971 : La Dame de Monsoreau, feuilleton télévisé de Yannick Andréi : Catherine de Médicis
- 1972 : La Sainte Farce de Jean Pignol : Moreno
- 1974 : Au théâtre ce soir : Les Voyageurs égarés de Guillaume Hanoteau, mise en scène Michel Roux, réalisation Georges Folgoas, Théâtre Marigny
- 1974 : Paul et Virginie, feuilleton télévisé de Pierre Gaspard-Huit
- 1976 : Comme du bon pain, série télévisée de Philippe Joulia, Eugénie Boulard
- 1977 : D'Artagnan amoureux, mini-série de Yannick Andréi : la duègne
- 1981 : Les Amours des années folles, épisode La femme qui travaille de Marion Sarraut
- 1982 : Le Rêve d'Icare, téléfilm de Jean Kerchbron : la femme à Mendoza
- 1984 : Irène et Fred, téléfilm de Roger Kahane : Marie Curie
- 1988 : La Valise en carton : la comtesse
- 1992 : Mademoiselle Fifi ou Histoire de rire, téléfilm de Claude Santelli : la folle
- 1994 : Nestor Burma, série télévisée, épisode Nestor Burma et le monstre

## Théâtre
- 1946 : L'Heure de vérité de René-Jean Ottoni, mise en scène André Cellier, Théâtre de l'Humour
- 1948 : La Dame de l'aube d'Alejandro Casona, mise en scène Pierre Valde, Théâtre de la Gaîté-Montparnasse
- 1949 : Les Mains sales de Jean-Paul Sartre, mise en scène Pierre Valde, Théâtre des Célestins
- 1951 : Le Diable et le Bon Dieu de Jean-Paul Sartre, mise en scène Louis Jouvet, Théâtre Antoine
- 1957 : Phèdre de Racine, mise en scène Roland Monod, Studio des Champs-Élysées
- 1963 : Divines Paroles d'après Ramón María del Valle-Inclán, mise en scène Roger Blin, Théâtre de l'Odéon
- 1964 : Coriolan de William Shakespeare, mise en scène Gabriel Garran, Festival d'Art dramatique d'Aubervilliers
- 1964 : Britannicus de Racine, mise en scène Marcelle Tassencourt, Théâtre Montparnasse
- 1965 : Liola de Luigi Pirandello, mise en scène Bernard Jenny, Théâtre du Vieux-Colombier
- 1966 : Phèdre de Racine, mise en scène Jean Darnel, Théâtre de la Nature Saint-Jean-de-Luz
- 1967 : Et moi aussi j'existe de Georges Neveux, mise en scène Bernard Jenny, Théâtre du Vieux-Colombier
- 1967 : La Célestine de Fernando de Rojas, mise en scène Roger Kahane, Théâtre du Vieux-Colombier
- 1975 : M. Le Modéré d'Arthur Adamov, mise en scène Alain Rais, Festival d'Avignon
- 1980 : Jonathan Livingston le goéland d'après Richard Bach, adaptation Maria Meriko, mise en scène Jacques Ardouin, Théâtre Espace Marais à Paris[3].
- 1992: La Gorge des sorcières de Jean-Pierre Frutos, mise en scène de Elyane Latu. Montauban.

## Doublage

### Cinéma
- 1974 : Un silencieux au bout du canon : Myra (Colleen Dewhurst)